# Jazīrat Wādī Jimāl
Jazīrat Wādī Jimāl är en ö i Egypten.   Den ligger i guvernementet Al-Bahr al-Ahmar, i den sydöstra delen av landet, 700 km sydost om huvudstaden Kairo. Arean är 4,1 kvadratkilometer.
Terrängen på Jazīrat Wādī Jimāl är mycket platt. Öns högsta punkt är 14 meter över havet. Den sträcker sig 3,6 kilometer i nord-sydlig riktning, och 2,8 kilometer i öst-västlig riktning.